# Fara v Chudenicích
Fara Chudenice je památkově chráněný komplex budov na návsi v Chudenicích. Jedná se o samotnou budovu bývalé fary, chléva, stodolu a bránu. Na faře nesídlí farní úřad, od roku 2005 spadají Chudenice pod římskokatolickou farnost Švihov. V roce 2020 je celý komplex v soukromém vlastnictví.

## Popis
Barokní stavba na obdélníkovém půdoryse s jedním nadzemním patrem krytým mansardovou střechou. Hlavní průčelí má sedm okenních os, boční tři. Vstupní portál je žulový s rovným překladem a ostěním s uchy. Před budovou směrem do návsi se nachází zbytky cihlového plotu. V zadní části objektu jsou umístěny hospodářské objekty s chlévy a stodolou. Fara je zděná a její fasádu člení profilovaná korunní římsa se soklem. Okna a dveře jsou dřevěné s dochovanými okenními prkenicemi směrem do dvora. Okna jsou rámována šambránou s uchy, v patře jsou okna navíc s obdélníkovou parapetní výplní. V interiéru průjezdu se dochovala valená klenba s lunetami, v dalších místnostech najdeme buď valenou nebo křížovou klenbu, případně trámové stropy.
Chlév stejně jako hlavní budova fary je postaven na obdélníkovém půdoryse. Jedná se o přízemní stavbu se sedlovou střechou, která je kryta bobrovkou směrem do dvora a drážkovou taškou směrem do ulice. Jednoduchá fasáda je členěna okny a vraty.
Stodola je umístěna naproti faře, obě budovy jsou odděleny dvorkem. Přízemní objekt se sedlovou střechou je krytý bobrovkou a fasáda se dřevěnými vraty má korunní římsu.
Brána je v současnosti zazděna, ale barokní oblouk je pokrytý drážkovými taškami, ostění je omítnuto.

## Historie
Celý komplex vznikl na konci 18. století v období baroka.